# Gaston Paris
Gaston Paris (9. srpen 1839, Avenay-Val-d’Or, Marne – 5. březen 1903, Cannes) byl francouzský romanista, medievalista a člen Francouzské akademie. Platí za doyena francouzské romanistiky.

## Život
Byl synem spisovatele a jazykovědce Paulina Parise. Studoval mimo jiné románskou filologii na univerzitě v Bonnu u německého romanisty Friedricha Christiana Diezeho, který jej oborově velice ovlivnil. Od roku 1872 zastával pozici profesora francouzského jazyka a literatury na Collège de France v Paříži, mezi jehož studenty zde náležel např. Joseph Bédier. Věnoval se mnoha oblastem, především pak francouzské středověké literatuře a formuloval první hypotézu o vzniku starofrancouzské hrdinské epiky (chansons de geste).
Gaston Paris je autorem řady odborných literárněvědných publikacích a zakladatelem časopisu Revue critique d'histoire et de littérature (1866) a odborně zaměřeného romanistického časopisu Romania (1872).. Byl třikrát nominován na Nobelovu cenu za literaturu (1901, 1902 a 1903).

## Dílo (výběr)
- Étude sur le rôle de l'accent latin dans la langue française (1862).
- Histoire poétique de Charlemagne (1865, Básnické dějiny doby Karla Velikého).
- Grammaire historique de la langue française (1868, Historická mluvnice francouzštiny), v publikaci se Paris vyslovil proti puristickým tendencím ve francouzské gramatologii.
- Les Plus anciens monuments de la langue française (1875).
- Deux rédactions du roman des sept sages de Rome (1876).
- Mystère de la passion by Arnoul Gréban (1878), ve spolupráci s Gastonem Raynauden.
- Mélanges de Littérature française au Moyen Âge (1888, Francouzská středověká literatura), v tomto díle Paris poprvé publikoval svoui teorii o vzniku chansons de geste.
- Penseurs et poètes (1897),
- Poèmes et légendes du moyen âge (1900, Středověké básně a legendy).
- François Villon (1901), monografie.
- Legendes du Moyen Âge (1903).

## Parisova teorie vzniku chansons de geste
Na základě toho, že děje, které jsou v jednotlivých chansons de geste vypravovány, mají většinou historický základ, ale skutečná fakta jsou v nich zpravidla silně deformována, došel Gaston Paris k názoru, že základem skladeb byly tzv. kantilény, krátké lyricko-epické básně, které vznikaly v 7. až 10. století pod přímým vlivem opěvovaných událostí a vyjadřovaly nejprve převážně lyrickou formou hrdost z vítězství, bolest z porážky nebo žal nad mrtvými. V průběhu dalších století pak tyto hypotetické písně prošly literární redakcí a začaly v nich převažovat epické prvky.
Tuto teorii odmítl Parisův žák, literární historik Joseph Bédier. Ve svých čtyřsvazkových Les Légendes épiques (1908-1913, Epické legendy) dokazoval, že jednak o existenci Parisových kantilén neexistuje žádný doklad, jednak že písně zcela jasně odrážejí kulturně-politickou situaci společnosti 11. až 13. století, nikoliv však ducha dob starších.